# Ordinal limite
En mathématiques et plus précisément en théorie des ensembles, un ordinal limite est un nombre ordinal non nul qui n'est pas un ordinal successeur.

## Définition
D'après la définition ci-dessus, un ordinal α est limite si et seulement s'il satisfait l'une des propositions équivalentes suivantes :
- α ≠ 0 et ∀ β  β+1 ≠ α ;
- 0 < α et ∀ β < α  β+1 < α ;
- α ≠ 0 et ∀ β < α  ∃ γ   β < γ < α ;
- α est non nul et égal à la borne supérieure de tous les ordinaux qui lui sont strictement inférieurs (l'ensemble des ordinaux strictement inférieurs à un ordinal successeur β +1 possède un plus grand élément, l'ordinal β) ;
- en tant qu'ensemble d'ordinaux, α n'est pas vide et ne possède pas de plus grand élément ;
- α peut s'écrire sous la forme ω·γ avec γ > 0 ;
- α est un point d'accumulation de la classe des nombres ordinaux, munie de la topologie de l'ordre.

Certains manuels incluent également 0 parmi les ordinaux limites.

## Exemples
La classe des nombres ordinaux étant bien ordonnée, il existe un ordinal limite plus petit que tous les autres, noté ω. Cet ordinal ω est également le plus petit ordinal infini et est la borne supérieure des entiers naturels. L'ordinal limite suivant est ω + ω = ω·2, suivi par ω·n, pour tout entier naturel n. À partir de la réunion de tous les ω·n, on obtient ω·ω = ω². Ce procédé peut être itéré pour produire :
{\displaystyle \omega ^{3},\omega ^{4},\ldots ,\omega ^{\omega },\omega ^{\omega ^{\omega }},\ldots ,\epsilon _{0}=\omega ^{\omega ^{\omega ^{~\cdot ^{~\cdot ^{~\cdot }}}}},\ldots }
Tous ces ordinaux demeurent dénombrables. Cependant, il n'existe aucune méthode récursivement énumérable pour nommer systématiquement tous les ordinaux plus petits que l'ordinal de Church–Kleene, qui est lui-même dénombrable.
Le premier ordinal non dénombrable est généralement noté ω1. Il s'agit également d'un ordinal limite.
En poursuivant, on peut définir les ordinaux limites suivants, correspondant à des cardinaux :
{\displaystyle \omega _{2},\omega _{3},\ldots ,\omega _{\omega },\omega _{\omega +1},\ldots ,\omega _{\omega _{\omega }},\ldots }
En général, on obtient un ordinal limite en considérant la réunion d'un ensemble d'ordinaux qui n'admet pas de plus grand élément.
Les ordinaux de la forme ω²α, pour α > 0, sont des limites de limites, etc.